# Pitzingalm
Die Pitzingalm, auch Hintere Sandlingalm, ist eine 400 Hektar große Alm in der Gemeinde Bad Ischl im österreichischen Bundesland Oberösterreich. Die im Besitz der Österreichischen Bundesforste befindliche Alm liegt am Nordwestfuß des Sandlings, im Westteil des Toten Gebirges, in einer Seehöhe von 1200 m ü. A. Die Hintere Sandlingalm ist eine Servitutsalm mit 5 Almbauern. Auf einer Weidefläche von 4 Hektar werden Rinder und Pferde mit Nachschaubehirtung aufgetrieben. Auf der Alm befinden sich 5 Hütten und mehrere Nebengebäude.

## Wanderwege
- Von der Blaa-Alm über die Ausseer Sandlingalm
- Von der Hütteneckalm über die Lambacher Hütte